# Newcastle, Monmouthshire
Newcastle är en by i Monmouthshire i sydöstra Wales. I byn ligger en medeltida borgruin som har namngett byn.
Newcastle ligger 155 meter över havet. Runt Newcastle är det ganska tätbefolkat, med 93 invånare per kvadratkilometer. Närmaste större samhälle är Monmouth, 8 km sydost om Newcastle. Trakten runt Newcastle består i huvudsak av gräsmarker.